# Юсускьой
Юсускьой е историческо село в Източна Тракия, околия Чорлу, вилает Родосто, съществувало до 1913 г.

## География
Селото е било разположено на 12 километра североизточно от град Чорлу.

## История
Статистиката на професор Любомир Милетич от 1912 отбелязва Юсускьой като българско село.